# Grand Orient d'Italie
Pour les articles homonymes, voir GOI.
Le Grand Orient d’Italie  (Grande Oriente d’Italia) est la plus ancienne obédience maçonnique d’Italie. Elle est fondée en 1805 lors de la conquête de l’Italie par Bonaparte.

## Histoire
Le Grand Orient d'Italie est créé en 1805 à la suite de conquête de l'Italie par Napoléon Ier. Pendant l'Empire, il est dirigé par Joseph Bonaparte, grand maître à Naples, et Eugène de Beauharnais,, grand maître à Milan (Ferdinando Marescalchi en est le grand conservateur). 
Le 21 avril 1901, il inaugure à Rome son siège, au sein du Palais Giustiniani.

## Dirigeants du GOI
Depuis sa création l'obédience est dirigé par un grand-maître.
- Eugène de Beauharnais
- Filippo Delpino
- Livio Zambeccari
- Felice Govean
- Costantino Nigra
- Filippo Cordova
- Celestino Peroglio*
- Giuseppe Garibaldi
- Francesco De Luca, Lodovico Frapolli
- Giuseppe Mazzoni
- Giuseppe Petroni
- Adriano Lemmi
- Ernesto Nathan
- Ettore Ferrari
- Domizio Torrigiani
- Eugenio Chiesa*
- Arturo Labriola
- Alessandro Tedeschi
- Davide Augusto Albarin
- Umberto Cipollone
- Guido Laj
- Gaetano Varcasia
- Ugo Lenzi
- Carlo Speranza
- Publio Cortini
- Giorgio Tron
- Corrado Mastrocinque
- Giordano Gamberini
- Lino Salvini
- Ennio Battelli
- Armando Corona
- Giuliano Di Bernardo
- Eraldo Ghinoi
- Virgilio Gaito
- Gustavo Raffi
- Stefano Bisi
- Antonio Seminario